# Prepozyt

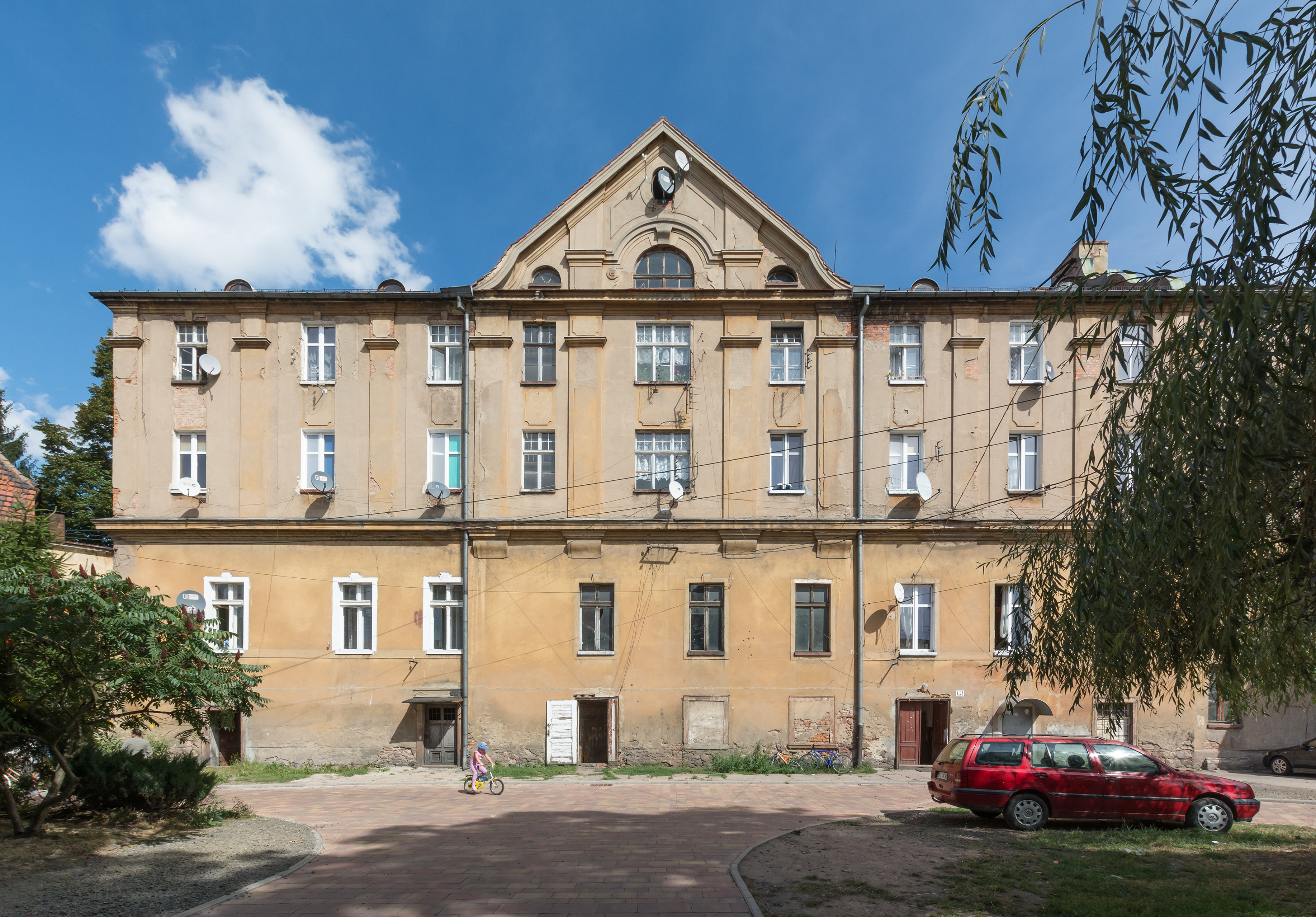
Pałac w Ścinawce Średniej, dawna prepozytura jezuitów

Prepozyt, primiceriusz (łac. praepositus – przełożony) – w Kościele rzymskokatolickim przewodniczący kapituły kanoników, czyli kapituły katedralnej lub kolegiackiej, oraz w Zgromadzeniu Księży Kanoników Regularnych Laterańskich – często w randze prałata lub infułata. Najczęściej prepozytem jest proboszcz parafii kolegiackiej (przykładem kolegiata w Wałbrzychu). Tytuł zastępcy przełożonego (np. opata, przeora) w niektórych zakonach.
Tytuł prepozyta używany jest także w kościołach anglikańskich i ewangelicko-augsburskich.